# Jean Jacques Smoothie
Jean Jacques Smoothie (eigentl. Steve Robson; * 1969 in Gloucester) ist ein britischer House-Musikproduzent und DJ.

## Leben
Robson wurde 1994 als DJ in Cardiff aktiv. Er begann das Produzieren und schloss sich dem Label Plastic Raygun an, wo 1998 erste Tracks erschienen. Sein größter Hit war 2 People, basierend auf der Soul-Ballade Inside My Love von Minnie Riperton von 1975. 2002 konnte sich noch der Titel Love & Evil in den britischen Charts platzieren.

## Diskografie (Auswahl)

### Singles
- 1998: Nite Time
- 2001: 2 People
- 2001: Love & Evil
- 2003: Keep It Movin
- 2016: Alpine Dawn
- 2016: Bump